# Dokumentumfilm
A dokumentumfilm széles kategóriája azon filmeknek, melyek célja a valóság "dokumentálása". Ez lehet vizuális ábrázolás is szavak, cselekményes történet nélkül; de leggyakrabban valós eseményekről és emberekről szól, tényeken alapul. Utóbbi eredete a filmhíradókban gyökerezik.
A műfaj megnevezése a francia Documentaire kifejezésből származik, amelyet eredetileg útifilmekre használtak.
Sok esztéta szerint az igazi dokumentumfilmnek tartalmaznia kell a szociális értékeket, azzal a céllal, hogy a társadalmi és gazdasági körülményeken javítani lehessen.

## Története
Angliában Scott kapitány déli sarki expedíciójáról gyártottak 90 perces dokumentumfilmet, ami 1911-ben jelent meg. Az USA-ban D. W. Griffith forgatta a Pancho Villa által vezetett mexikói népfelkelésről szóló filmet, melyeket műtermi felvételekkel kombinált össze. 1914-ben John Ernest és George M. Williamson tengeri filmeket készítettek. A kreatív filmes dokumentarizmus az USA-ban Robert Flaherty filmjeivel született meg 1922-ben, aki az eszkimók életéről forgatott filmeket.
A Szovjetunióban Dziga Vertov létrehozta az orosz dokumentaristákat összegyűjtő Kinoglanzt a 20-as években. Itt vágási és egyéb képmanipulációs eljárásokat alkalmaztak. Leghíresebb filmje a rejtett kamerás technikát használó Ember a felvevőgéppel lett. Szergej Mihajlovics Eisenstein Október című filmje a szocialista forradalom élményeit egy dokumentumfilm hitelességével keltette életre. A szovjet filmesek munkái gyakran szolgáltak propagandafilmnek.
A kor filmjei nem foglalkoztak a társadalom mondanivalóival. A Nanook viszont bebizonyította, hogy a mindennapi élet bemutatása is kelthet drámai hatást a nézőkben. Vertovék megmutatták, hogy a szovjet montázs alkalmazásával befolyásolhatják a nézők érzelmeit. Walter Ruttmann 1927-ben bemutatott Berlin, egy nagyváros szimfóniája című mozija már impresszionista hatást ért el. A következő évtizedben Grierson, skót tudós a kommunikációs média társadalomra gyakorolt hatását tanulmányozta.
Leni Riefenstahl Az akarat diadala, illetve a Berlini Olimpia című filmjei lenyűgöző erővel mutatták be a nácizmus filmkészítésre gyakorolt hatását. Leni eredeti képi és kamerai megoldásokat alkalmazott filmjeiben. Az előbbi a nemzetiszocialista párt nürnbergi taggyűlésén készült, a másik a németség faji felsőbbrendűségének állít emléket, Göbbels utasítása és ízlése szerint.
A Szovjetunió propagandafilmjeit gyakran híres filmrendezők készítették, például Jean Renoir. A második világháború kirobbanását követően a dokumentumfilm szárnyalása kezdődött meg Hollywoodban, a háborús propagandafilm élére Frank Capra, John Huston és Walt Disney állt.
A világháború vége visszaesést okozott a dokumentumfilm gyártásban. Kelet-Európában az állami támogatás révén szünet nélkül születtek meg a központi kormányzatok propagandafilmjei. Magyarországon Gyarmathy Lívia, Ember Judit, Forgács Péter, Csőke József és Sára Sándor váltak elismert dokumentumfilmessé.
Napjainkban nem egy műholdas televízió csatorna működik, amely napi 24 órájában kizárólag dokumentum filmeket sugároz: Spektrum, National Geographic.

## Játékfilmesek dokumentumai
A leghamisabb film a dokumentumfilm – írja François Truffaut. Godard viszont egész életében egy végtelen filmhíradót szeretett volna készíteni. Ismert vándormotívum az a rendezői vágy, hogy milyen jó is volna egy gyufásskatulyáról filmet csinálni.
Még mindig a dokumentumok hamisságánál tartunk. Ha a filmrendezők titkos vágyát, hogy ugyanis filmet lehetne csinálni egy gyufaskatulyáról, valaki megvalósítaná – azt a filmet csakis fikcióként bámulhatnánk. (Különben mi értelme volna, hogy a vásznon nézzük, s ne a dohányzóasztalon?) Alfred Hitchcock legdédelgetettebb terve az volt, hogy az étel, a táplálék körforgásáról forgat nagy filmet. Ő talán dokumentumnak hitte volna (a világ első nem-hazug dokumentumfilmjének), a néző fikciós játékfilmnek.
Két megkerülhetetlen példánál időznék kicsit el, a dokumentumfilm történetének klasszikusainál. A Nanook (és Flaherty másik sokat idézett klasszikusa, a Louisianai történet) hamisítatlan játékfilm, mindkettő megrendezett jelenetekre épül. Az a furcsa bennük azonban, s azért (is) remekművek, mert játékfilmként sem hamisak: igazi dokumentumok. Ilyen furcsa és logikátlan a művészet.
S itt a harmadik példa. „A kecske és a füst”. Buñuel egy elképesztően nyomor pusztította vidéken forgat, ahol termőföld nincs, csak sziklák, s a kenyér ismeretlen. A nyomorgók szikláról lezuhant kecske húsát eszik. Buñuel türelmetlenül kiigazítja a valóságot. Nem várta ki, míg a kecske lezuhan: lelövette a sziklán. Árulkodó kis füstfelhő gomolyodik a kép bal sarkán. Csalt a rendező. Apróság talán, de az már nem, hogy filmjének alapja, kiindulópontja is vitatható talán. Ugyanis, mint Buñuel később elmondja, a Hurdes vidékének csak a felső tája kősivatagi, kenyér és növény nélküli pokol, jó néhány hurdesi település nem él nyomorban. A film erről hallgat. A szikár tényfeltáró alapréteg fölébe kerekedik a metafizikai sík. A filmet áthatja a halál mindenhatósága, a kakasfej-letépési viadaltól a filmet záró éjjeliőr-szövetségéig. A rendezők nem avatkoznak a valóságba, csak átitatják saját személyiségükkel.

## Magyar dokumentumfilm
A magyar dokumentumfilmes hagyományra szembeszökően jellemző a szubjektív fogalmazás és látásmód. „Emberléptékű hagyomány” – írta egy méltatás a Pócspetrire célozva, jogosan. A Recsk, a Cséplő Gyuri, A Dunánál megkerülhetetlen példája is ide kívánkozik. E filmek érzelmekhez (is) szólnak. Bennük áldozatok beszélnek és emlékeznek. Gyakoriak a könnyek. Egyedi sorsokat követnek. Játékfilmes elemekkel élnek, sőt gyakran zavarba ejtően a játékfilm határán imbolyognak. Nem tárgyilagos oknyomozás ez a folyamat, hanem hínáros sorsokba merülés, véletlenekkel, elkanyarodásokkal, zűrzavarral.
A legjelentősebb dokumentumfilm fesztiválokat Bolognában, Brüsszelben, Budapesten, Lipcsében, Edinburgh-ben és Velencében rendezik.

## Dokumentumfilmek szavak nélkül
Kísérleti dokumentumfilmek közé sorolják a Qatsi trilógiát (Koyaanisqatsi, Powaqqatsi, Naqoyqatsi) és a Világok arca: Baraka-t, melyek egyedi filmes nyelvezetükről váltak ismertté. Nem tartalmaznak szövegeket, dialógusokat, csak zenével és képpel ábrázolnak.

## Dokumentumfilmes műfajok
- Portréfilm
- Werkfilm
- Koncertfilm
- Útifilm
- Ismeretterjesztő film, azon belül
  - Természetfilm
  - Néprajzi film
- Mondofilm (felkavaró témaköröket feldolgozó dokumentumfilm)

Nem tartozik a dokumentumfilmek közé a dokumentumfilm-hatást elérni kívánó mockumentary (ál-dokumentumfilm).